# 四棱白粉藤
四棱白粉藤（学名：Cissus subtetragona）为葡萄科白粉藤属下的一个种。

## 扩展阅读
- 維基物種上的相關：四棱白粉藤